# هولي هارفي كريبن
هاولي هارفي كريبن (بالإنجليزية: Hawley Harvey Crippen) (11 سبتمبر 1862 - 23 نوفمبر 1910) عادة ما يعرف باسم الدكتور كريبن، هو طبيب أمريكي ومعالج المثلية والأذن والعين ومتخصص في الطب الموزع أعدم شنقا في سجن بينتونفيل بتهمة قتل زوجته كورا هنريتا كريبن وكان أول مشتبه به يتم القبض عليه بمساعدة الإرسال اللاسلكي.

## روابط خارجية
- هولي هارفي كريبن على موقع الموسوعة البريطانية (الإنجليزية)